# Papa est en voyage d'affaires
Pour plus de détails, voir Fiche technique et Distribution.
Papa est en voyage d'affaires (Отац на службеном путу, Otac na službenom putu) est un film yougoslave réalisé par Emir Kusturica, sorti en 1985.

## Synopsis
Le film se situe dans la Yougoslavie communiste des années 1950, après la rupture avec l'URSS. Mesa, père du jeune Malik, entretient une liaison. Sa maîtresse, lasse d’attendre qu'il divorce, cède aux avances du beau-frère de Mesa.
Au cours d’une discussion, elle rapporte à ce dernier les paroles politiquement ambiguës de son amant à propos d’un dessin de presse représentant Karl Marx travaillant devant l’effigie de Staline.
Le beau-frère dénonce alors son rival. À la suite de l'arrestation du père, tous les membres de la famille présentent au petit Malik l’envoi en camp de travail comme un long voyage d’affaires...

## Fiche technique
- Titre français : Papa est en voyage d'affaires
- Titre original : Отац на службеном путу, Otac na službenom putu
- Réalisation : Emir Kusturica
- Scénario : Emir Kusturica et Abdulah Sidran
- Photo : Vilko Filač
- Montage : Andrija Zafranovic
- Musique originale : Zoran Simjanović
- Producteur : Mirza Pašić
- Production : Centar FRZ ; Forum Sarajevo
- Langue : serbo-croate
- Genre : Comédie dramatique
- Durée : 136 minutes
- Dates de sortie : mai 1985 (Festival de Cannes), 13 septembre 1985 (Festival de Toronto), 16 octobre 1985 (exploitation France)

## Distribution
- Moreno D'E Bartolli : Malik
- Miki Manojlović : Mehmed-Mesa Zolj
- Mirjana Karanović : Senija Sena Zolj
- Mustafa Nadarević : Zijah Zijo Zulfikarpasic
- Mira Furlan : Ankica Vidmar
- Predrag Laković : Franjo
- Jelena Cović : Natasa
- Pavle Vujisić : Muzamer Zulfikarpasic
- Zoran Radmilović : un pilote

## Récompenses
- Palme d'or et Prix FIPRESCI de la Critique internationale au Festival de Cannes 1985

## Nomination
Nomination à l'Oscar du meilleur film en langue étrangère en 1986

## Autour du film
- Dans sa biographie, sortie en 2011, Emir Kusturica déclare, à propos de la Palme d'Or « Si j'avais su, à l'époque, qu'avec ce film on m'utiliserait comme référence anticommuniste, je ne l'aurais jamais fait. Ceux qui m'ont attribué la Palme en 1985 n'éprouvent certainement pas les mêmes sentiments aujourd'hui, quand ils voient quelle créature politique je suis devenu : je crois qu'ils seraient capables de me demander de leur rendre la Palme.»[1]